# Hrot
Špička čili hrot či bodec je špičatý nebo zaoblený konec nebo zakončení něčeho štíhlého nebo zužujícího se. Může jít o část ruční zbraně, nástroje nebo specializované strojní součásti, která slouží pro bodání, výrobu otvorů a provlékání předmětů otvory.  Bodec zde může být považován vlastně za malou čepel nástroje, která je v tomto případě snížena na minimální plochu nejčastěji ve tvaru špičaté části předmětu.

## Bodce a hroty běžných pracovních nástrojů
- vidle
- jehla
- špendlík
- připínáček
- cvok
- hřebík
- šídlo
- krumpáč
- cepín
- kružítko
- oškrt

## Bodce u zbraní
U vojenské výzbroje (velmi často již jen historické) pak mívají bodce a hroty (kromě ostří) sečné zbraně všeho druhu kupř. :
- meč
- šavle
- píka
- halapartna
- kord
- rapír
- dýka
- kopí
- oštěp
- bodák
- šíp do luku nebo do kuše (samostřílu)

Jejich hrot je obvykle vyroben z kovu, nejčastěji se jedná o ocel nebo jinou železnou slitinu (v historických dobách se ale vyskytovaly i hroty z jiných kovů - kupř. hroty bronzové) nebo kamenné

## Bodce a hroty
Bodce a hroty se ale také používají i v mnoha strojních zařízeních i v nejrůznějších oborech lidské činnosti.